# شاپرک‌های داگلاس
شاپرک‌های داگلاس (نام علمی: Douglasiidae) نام یک تیره از زیرراسته دوروزنه‌ای است.